# Rodolphe-Madeleine Cleophas Dareste de la Chavanne
Rodolphe-Madeleine Cléophas Dareste de la Chavanne (ur. 25 grudnia 1824 w Paryżu, zm. 24 marca 1911 tamże) – francuski prawnik.
Studiował w École nationale des chartes, w latach 1877-1900 był radcą Trybunału Kasacyjnego w Paryżu. Opublikował liczne prace, dotyczące historii prawa, m.in. prac François Hotmana oraz kodeksu z Gortyny w starożytnej Grecji.
W 1900 roku Uniwersytet Jagielloński przyznał mu tytuł doktora honoris causa.

## Wybrane publikacje
- Essai sur François Hotman (1850)
- Les Anciennes Lois de l'Islande (1881)
- Mémoire sur les anciens monuments du droit de la Hongrie (1885)
- Études d'histoire du droit (1889)
- Du prêt à la grosse chez les Athéniens (1867)
- Les Inscriptions hypothécaires en Grèce (1885)
- La Science du droit en Grèce: Platon, Aristote, Théophraste (1893)
- Étude sur la loi de Gortyne (1885).